# Perovec
Perovec je zaselek v Občini Slovenske Konjice.